# Награды Ингушетии
Государственные награды Республики Ингушетия — награды субъекта Российской Федерации учреждённые Главой Республики Ингушетия по представлению Народного Собрания Республики Ингушетия, согласно нормативных правовых актов: Закона Республики Ингушетия от 10 декабря 1997 года № 18-РЗ «О государственных наградах Республики Ингушетия», Распоряжения Главы Республики Ингушетия от 1 сентября 2014 года № 283-РП «О Наградной политике Республики Ингушетия», Указа Главы Республики Ингушетия от 14 февраля 2020 года № 28 «О мерах по совершенствованию государственной наградной системы Республики Ингушетия», а также других законодательных актов о наградах Республики Ингушетия.
Государственные награды Республики Ингушетия являются формой государственного поощрения граждан за выдающиеся заслуги в экономике, науке, культуре, искусстве, защите Отечества, государственном строительстве, воспитании, просвещении, охране здоровья, жизни и прав граждан, благотворительной деятельности и иные заслуги перед государством и народом. 
Награждение государственными наградами Республики Ингушетия производится Указами Главы Республики Ингушетия о награждении.
Правовой статус государственных наград и порядок награждения определяется Законом Республики Ингушетия от 10 декабря 1997 года № 18-РЗ.
Кроме государственных, в Республике Ингушетия могут учреждаться ведомственные, юбилейные и муниципальные награды.

## Перечень наград

### Государственные награды
| Изображение награды                                                                                                | Наименование награды                     | Дата учреждения      | Правила награждения | Источник |
| --- | ---------------------------------------- | -------------------- | --- | --- |
| | Орден «За заслуги»                       | 10 декабря 1997 года | Орден Республики Ингушетия «За заслуги» является высшей государственной наградой Республики Ингушетия. Орденом Республики Ингушетия «За заслуги» награждаются граждане за особо выдающиеся заслуги перед народом Ингушетии, связанные с: - восстановлением, развитием, укреплением ингушской государственности; - социально-экономическим развитием, научной деятельностью, развитием культуры и искусства, образования и здравоохранения; - выдающимися спортивными и иными достижениями; - укреплением мира, дружбы и сотрудничества между народами. Орден Республики Ингушетия «За заслуги» носится на правой стороне груди и при наличии государственных наград Российской Федерации и государственных наград СССР располагается после них. | Закон Республики Ингушетия от 10 декабря 1997 года № 18-РЗ «О государственных наградах Республики Ингушетия» |
| | Медаль «Наьна сийле — Материнская слава» | 29 марта 2014 года   | Медалью «Наьна сийле — Материнская слава» награждаются матери, воспитавшие (воспитывающие) десять и более детей. Награждение медалью «Наьна сийле — Материнская слава» производится по достижении последним ребенком возраста одного года. Порядок рассмотрения ходатайств и условия награждения медалью «Наьна сийле — Материнская слава» утверждаются Главой Республики Ингушетия. Повторное награждение многодетной матери медалью «Наьна сийле — Материнская слава» не производится. Медаль «Наьна сийле — Материнская слава» носится на левой стороне груди и при наличии у награждённой государственных наград Российской Федерации и государственных наград СССР размещается под ними. | Закон Республики Ингушетия от 29 марта 2014 года № 13-РЗ «О внесении изменений в Закон...» --- Закон Республики Ингушетия от 10 декабря 1997 года № 18-РЗ «О государственных наградах Республики Ингушетия» --- |
| | Медаль «Волонтер Ингушетии»              | Апрель 2021 года     | Медалью «Волонтер Ингушетии» награждаются граждане, руководители и активисты экологических и молодежных добровольческих движений, отличившиеся в деле организации природоохранных, просветительских, образовательных мероприятий, в акциях помощи населению в период распространения коронавирусной инфекции, благотворительности и в других направлениях волонтёрской (добровольческой) деятельности. Порядок рассмотрения ходатайств и условия награждения медалью утверждаются Главой Республики Ингушетия. Повторное награждение медалью «Волонтер Ингушетии» не производится. Медаль «Волонтер Ингушетии» носится на левой стороне груди и при наличии у награждённого государственных наград Российской Федерации и государственных наград СССР размещается под ними. | Информация об учреждении медали «Волонтер Ингушетии» |
| Общий вид знаков для званий с приставкой «Народный ...» Общий вид знаков для званий с приставкой «Заслуженный ...» | Почётные звания Республики Ингушетия     | 27 мая 1995 года     | Почётные звания Республики Ингушетия присваиваются за особые заслуги в области производства, науки, здравоохранения, образования, культуры и искусства, а также за выдающиеся достижения и высокое мастерство в профессиональной деятельности. В Республике Ингушетия установлены следующие почётные звания: - почётное звание «Народный артист Республики Ингушетия»; - почётное звание «Народный художник Республики Ингушетия»; - почётное звание «Народный писатель (поэт) Республики Ингушетия»; - почётное звание «Заслуженный артист Республики Ингушетия»; - почётное звание «Заслуженный врач Республики Ингушетия»; - почётное звание «Заслуженный деятель искусств Республики Ингушетия»; - почётное звание «Заслуженный деятель науки Республики Ингушетия»; - почётное звание «Заслуженный работник здравоохранения Республики Ингушетия»; - почётное звание «Заслуженный работник культуры Республики Ингушетия»; - почётное звание «Заслуженный работник нефтяной и газовой промышленности Республики Ингушетия»; - почётное звание «Заслуженный работник связи Республики Ингушетия»; - почётное звание «Заслуженный работник сельского хозяйства Республики Ингушетия»; - почётное звание «Заслуженный работник транспорта Республики Ингушетия»; - почётное звание «Заслуженный работник физической культуры и спорта Республики Ингушетия»; - почётное звание «Народный врач Волгоградской области»; - почётное звание «Заслуженный строитель Республики Ингушетия»; - почётное звание «Заслуженный учитель Республики Ингушетия»; - почётное звание «Заслуженный экономист Республики Ингушетия»; - почётное звание «Заслуженный энергетик Республики Ингушетия»; - почётное звание «Заслуженный юрист Республики Ингушетия». Лицам, которым присвоено почётное звание Республики Ингушетия, вручается удостоверение и соответствующий нагрудный знак. | Закон Республики Ингушетия от 27 мая 1995 года № 4-РЗ «Об учреждении специальных почётных званий Республики Ингушетия»                                                                                          |
| | Почётная грамота Республики Ингушетия    | 10 декабря 1997 года | Почётной грамотой Республики Ингушетия награждаются граждане за конкретные высокие достижения в производственной, научной и общественно-политической деятельности, в социально-культурном строительстве и нравственно-патриотическом воспитании подрастающего поколения, за вклад в укрепление мира и дружбы между народами. Награждённым вручается Почётная грамота Республики Ингушетия установленного образца. | Закон Республики Ингушетия от 10 декабря 1997 года № 18-РЗ «О государственных наградах Республики Ингушетия» |

### Поощрения Главы Республики Ингушетия
| Изображение награды | Наименование награды                               | Дата учреждения      | Правила награждения | Источник |
| ------------------- | -------------------------------------------------- | -------------------- | --- | --- |
|                     | Грамота Главы Республики Ингушетия                 | 09 февраля 2012 года | Грамотой Главы Республики Ингушетия награждаются лица, замещающие государственные должности Республики Ингушетия и государственные гражданские служащие Республики Ингушетия, видные деятели в области науки, культуры, искусства, воспитания, просвещения и спорта, авторитетные представители общественности и деловых кругов, граждане Российской Федерации, внесшие значительный вклад в реализацию государственной политики Республики Ингушетия. Грамотой Главы Республики Ингушетия могут награждаться иностранные граждане и лица без гражданства, им может объявляться благодарность Главы Республики Ингушетия. | Указ Главы Республики Ингушетия от 09 февраля 2012 года № 18 «О грамоте Главы Республики Ингушетия и благодарности Главы Республики Ингушетия» |
|                     | Благодарность Главы Республики Ингушетия           | 09 февраля 2012 года | Объявление благодарности Главы Республики Ингушетия являются формой поощрения за заслуги в становлении государственности Республики Ингушетия, обеспечении безопасности, правопорядка, укреплении законности, охране здоровья и жизни, защите прав и свобод граждан, государственном строительстве, экономике, науке, культуре, искусстве, воспитании, просвещении, спорте, благотворительной деятельности и иные заслуги перед Республикой Ингушетия. Благодарность Главы Республики Ингушетия объявляется гражданам, коллективам предприятий, организаций и учреждений независимо от формы собственности. | Указ Главы Республики Ингушетия от 09 февраля 2012 года № 18 «О грамоте Главы Республики Ингушетия и благодарности Главы Республики Ингушетия» |
|                     | Почётное звание «Меценат года»                     | 22 марта 2013 года   | Почётное звание «Меценат года» является формой поощрения физических и юридических лиц, за бескорыстную благотворительную деятельность, направленную на развитие и процветание Республики Ингушетия (в области культуры, образования, здравоохранения, спорта, строительства либо в других областях деятельности) и социально ориентированную (спонсорскую) помощь малообеспеченным категориям населения, проживающим на территории Республики Ингушетия. Почётного звания могут быть удостоены граждане Российской Федерации, юридические лица, а также иностранные граждане. Почётное звание присваивается ежегодно (не более пяти номинантам) персонально гражданину либо юридическому лицу любой формы собственности. Физическим и юридическим лицам, в лице их руководителя, удостоенным Почётного звания, вручается диплом.                         | Указ Главы Республики Ингушетия от 22 марта 2013 года № 59 «Об учреждении почётного звания "Меценат года"»                                     |
|                     | Благодарственное письмо Главы Республики Ингушетия | 18 июля 2013 года    | Благодарственное письмо Главы Республики Ингушетия является формой поощрения за значительный вклад в развитие государственности, местного самоуправления, экономики, промышленности, сельского хозяйства, науки, культуры, искусства, образования, здравоохранения, спорта Республики Ингушетия, за заслуги в обеспечении законности, правопорядка, защиты прав и свобод граждан, за высокие достижения в хозяйственной, научной, социально-культурной, общественной, благотворительной деятельности, направленной на улучшение жизни граждан в Республике Ингушетия, за иные заслуги (достижения) перед Республикой Ингушетия. Благодарственным письмом поощряются коллективы государственных органов, органов местного самоуправления, организаций независимо от их организационно-правовых форм и форм собственности, индивидуальные предприниматели. | Указ Главы Республики Ингушетия от 18 июля 2013 года № 145 «О Благодарственном письме Главы Республики Ингушетия»                              |

### Награды государственных органов
| Изображение награды | Наименование награды                                       | Дата учреждения     | Правила награждения | Источник                                                                                         |
| ------------------- | ---------------------------------------------------------- | ------------------- | --- | ------------------------------------------------------------------------------------------------ |
|                     | Медаль «За защиту прав человека»                           | 2013 год            | Медаль «За защиту прав человека» является ведомственной наградой уполномоченного по правам человека в Республике Ингушетия. Традиционно награждение приурочено к празднованию Дня прав человека — 15 декабря. Медалью «За защиту прав человека» награждаются граждане Российской Федерации, иностранные граждане, лица без гражданства, а также юридические лица за заслуги в деле защиты прав и свобод человека. Критериями для присвоения награды являются самоотверженность, героизм и мужество, проявленные в условиях угрозы нарушения прав и свобод человека и гражданина. | Информация о медали «За защиту прав человека» ---                                                |
|                     | Медаль «За укрепление правопорядка»                        | 2013 год            | Медаль «За укрепление правопорядка» является ведомственной наградой Министерства внутренних дел по Республике Ингушетия. Медалью «За укрепление правопорядка» награждаются граждане: - за оказание содействия и помощи министерству, органам и подразделениям внутренних дел, медалью могут быть награждены руководители республики, министерств, ведомств, предприятий и организаций, руководители МВД России, Департаментов МВД России, МВД, ГУВД и УВД по субъектам Российской Федерации; - за особые заслуги перед МВД по Республике Ингушетия в деле охраны общественного порядка и борьбы с преступностью, активное участие в общественной, спортивной и культурной жизни министерства, награды могут быль удостоены руководители МВД республики, начальники и заместители служб и подразделений министерства и территориальных отделов милиции, командиры строевых и спецподразделений милиции, а также их заместители (от батальона и выше). Медаль утверждена приказом министра внутренних дел по Республике Ингушетия. | Приказ министра внутренних дел по Республике Ингушетия... ---                                    |
|                     | Нагрудный знак «За содействие МВД по Республике Ингушетия» | 2013 год            | Нагрудный знак «За содействие МВД по Республике Ингушетия» является ведомственным знаком отличия Министерства внутренних дел России по Республике Ингушетия. Нагрудным знаком награждаются граждане Российской Федерации, иностранные граждане и лица без гражданства, за оказание помощи и содействие в выполнении задач и осуществлении полномочий, возложенных на МВД России по Республике Ингушетия. Нагрудный знак «За содействие МВД по Республике Ингушетия» носится на левой стороне груди и при наличии у награждённых государственных наград Российской Федерации и государственных наград СССР размещается под ними. | Приказ министра внутренних дел по Республике Ингушетия... ---                                    |
|                     | Медаль «Служба безопасности»                               | 2013 год            | Медаль «Служба безопасности» является ведомственной наградой Службы безопасности Главы Республики Ингушетия Медалью «Служба безопасности» награждаются сотрудники и работники Службы безопасности за конкретные отличия и заслуги в служебной деятельности, а также лица, оказывающие содействие в решении задач, возложенных на службу безопасности. Порядок рассмотрения ходатайств и условия награждения медалью утверждаются Главой Республики Ингушетия. Повторное награждение медалью «Служба безопасности» не производится. Медаль «Служба безопасности» носится на левой стороне груди и при наличии у награждённого государственных наград Российской Федерации и государственных наград СССР размещается под ними. | Приказ начальника Службы безопасности Главы Республики Ингушетия... ---                          |
|                     | Медаль «За активную общественную деятельность»             | 1 декабря 2023 года | Медаль Общественной палаты Республики Ингушетия «За активную общественную деятельность» награждаются граждане за заслуги и достижения в общественных и иных сферах деятельности, способствующие защите прав и свобод человека и гражданина, укреплению и развитию институтов гражданского общества, благотворительности и волонтерского движения, реализации социальных проектов на территории Республики Ингушетия. Медалью награждаются граждане, имеющие указанные заслуги и достижения, и занимающиеся общественной деятельностью не менее 3 лет. Медаль Общественной палаты Республики Ингушетия «За активную общественную деятельность» носится на левой стороне груди и при наличии у награждённого государственных наград Российской Федерации и государственных наград СССР размещается под ними. К Медали Общественной палаты оформляется удостоверение, которое подписывается председателем Общественной палаты. | Решение совета Общественной палаты Республики Ингушетия от 1 декабря 2023 года, протокол № 3 --- |

### Памятные и юбилейные награды
| Изображение награды | Наименование награды                                              | Дата учреждения      | Правила награждения | Источник |
| ------------------- | ----------------------------------------------------------------- | -------------------- | --- | --- |
|                     | Памятная медаль «70 лет депортации ингушского народа»             | 23 февраля 2014 года | Памятная медаль «70 лет депортации ингушского народа» вручалась жертвам сталинской депортации в Казахстан и Среднюю Азию, произошедшей 23 февраля 1944 года. Вручения производились в памятную дату 70-летия со дня сталинской депортации ингушского и чеченского народов — 23 февраля 2014 года. | Указ Главы Республики Ингушетия... --- Информация о памятной медали «70 лет депортации ингушского народа»                                            |
|                     | Юбилейная медаль «25 лет образования Республики Ингушетия»        | 18 мая 2017 года     | Юбилейная медаль «25 лет образования Республики Ингушетия» была учреждена в ознаменование юбилейной даты в истории Республики Ингушетия — 25-летия образования Республики Ингушетия. Юбилейной медалью поощрялись граждане: - стоявшие у истоков создания Республики Ингушетия, внесшие значительный вклад в становление, развитие и укрепление ингушской государственности; - внёсшие значительный вклад в развитие Республики Ингушетия; - получившие признание в общественно-политической, научной или иной деятельности, обеспечившей существенный вклад в социально-экономическое развитие Республики Ингушетия и духовно-нравственное воспитание ее населения; - имеющие заслуги в области развития культуры, искусства, образования, здравоохранения, достижения в спорте, укрепления мира, дружбы и сотрудничества между народами, защиты Отечества и обеспечения безопасности граждан, укрепления законности и правопорядка, нравственно-патриотического воспитания, благотворительной и общественной деятельности и иные достижения перед Республикой Ингушетия. | Распоряжение Главы Республики Ингушетия от 18 мая 2017 года № 148-рг «Об учреждении юбилейной медали "25 лет образования Республики Ингушетия"» ---  |
|                     | Юбилейная медаль «250 лет единения Ингушетии с Россией»           | 1 сентября 2020 года | Юбилейной медалью «250 лет единения Ингушетии с Россией» награждаются граждане Российской Федерации, граждане иностранных государств, а также лица без гражданства: - стоявшие у истоков создания Республики Ингушетия, внёсшие значительный вклад в её становление и развитие, укрепление ингушской государственности; - имеющие заслуги, связанные с социально-экономическим развитием, научно-исследовательской деятельностью, развитием культуры, искусства, образования, здравоохранения, выдающимися достижениями в спорте, укреплением мира, дружбы, сотрудничества и взаимопонимания между народами, защитой Отечества и обеспечением безопасности граждан, с укреплением законности и правопорядка, нравственно-патриотическим воспитанием, благотворительной и общественной деятельностью и иными достижениями перед Республикой Ингушетия. При принятии решения о награждении указанных граждан, учитываются их достижения как в профессиональной, так и в общественной и благотворительной деятельности.                                                       | Распоряжение Главы Республики Ингушетия от 1 сентября 2020 года № 192-рг «Об учреждении юбилейной медали "250 лет единения Ингушетии с Россией"» --- |
|                     | Юбилейная медаль «30 лет образования Республики Ингушетия»        | Июнь 2022 года       | Оформление статуса Ингушетии в качестве самостоятельного и полноправного субъекта Российской Федерации началось с принятием 4 июня 1992 года Декларации о государственном суверенитете. Этот шаг стал отражением воли народов, обеспечением законных политических, экономических, этнических и культурных прав людей всех национальностей, проживающих в республике, осознанием ответственности за судьбы ингушской нации, всех других народов. Юбилейная медаль «30 лет образования Республики Ингушетия» является памятной юбилейной наградой Главы Республики Ингушетия, которой поощрялись лица внесшие существенный вклад в становление и развитие Ингушетии, как полноправного субъекта Российской Федерации. Это люди культуры, искусства, а также бывшие управленцы и руководители предприятий, в том числе находящиеся на пенсии. | Информация о юбилейной медали «30 лет образования Республики Ингушетия»                                                                              |
|                     | Юбилейная медаль «100 лет государственности Республики Ингушетия» | Ноябрь 2023 года     | 7 июля 2024 года Республика Ингушетия отмечает 100-летие со дня образования ингушской государственности. В ознаменование этого события Указом Главы Республики Ингушетия была учреждена юбилейная медаль «100 лет государственности Республики Ингушетия» Юбилейной медалью предполагается награждать граждан, обеспечивших своим трудом, государственной, общественно-политической, научной, образовательной, культурной, спортивной, благотворительной и иной деятельностью социально-экономическое развитие Республики Ингушетия, личная деятельность которых оказала значительное влияние на развитие Республики Ингушетия, благосостояние её жителей, способствовала повышению престижа и авторитета региона. Лицам, награждённым юбилейной медалью «100 лет государственности Республики Ингушетия», будет вручаться сама медаль и удостоверение к ней. | Указ Главы Республики Ингушетия... --- Информация о юбилейной медали «100 лет государственности Республики Ингушетия»---                             |